# 美國駐義大利大使館
美國駐義大利大使館（英語：Embassy of the United States of America，Rome）是美利堅合眾國駐義大利共和國的最高外交代表機構，設立於1946年。美國駐義大利大使館的辦公大樓設置於義大利首都羅馬威尼托街的瑪格麗特宮（Palazzo Margherita）。此外，美國政府在義大利的米蘭、佛羅倫斯及那不勒斯設有總領事館。
現任美國駐義大利大使是杰克·马凯尔。